# Operação Paralelo
Operação Paralelo foi a operação policial brasileira deflagrada pela Polícia Federal, em 28 de março de 2017, que representou a 39ª fase da Operação Lava Jato. O alvo da operação foi o ex-gerente da área de Serviços da Petrobras Roberto Gonçalves, acusado de receber e intermediar pagamentos de propinas em contratos da estatal. A operação foi baseada em depoimento de delatores e em documentos obtidos por meio da cooperação internacional da Lava Jato com autoridades suíças. O nome da operação se refere à ação clandestina dos investigados no mercado financeiro.

## Investigações
Segundo a Procuradoria da República no Paraná, o dirigente da UTC Engenharia Ricardo Pessoa e o operador financeiro e intermediário entre os executivos e agentes públicos Mário Goes admitiram o pagamento de propinas à Roberto Gonçalves. Os colaboradores comprovaram documentalmente quatro depósitos de 300 mil dólares feitos no exterior, a partir de conta em nome da offshore Mayana Trading, mantida por Mário Goes.
Durante a apuração dos fatos, foram identificadas cinco contas bancárias – uma delas registrada em nome da offshore Fairbridge Finance SA, que tem Roberto Gonçalves como beneficiário final, recebeu, somente em 2011, cerca de 3 milhões de dólares de offshores ligadas ao Setor de Operações Estruturadas da Odebrecht (atual Novonor), conhecido como departamento de propinas da empreiteira. Outra conta, registrada em nome da offshore Silverhill Group Investment Inc. com Gonçalves como beneficiário final, recebeu, no ano de 2014, mais de 1 milhão de dólares provenientes da conta da offshore Drenos Corporation, vinculada ao ex-diretor da Petrobras Renato Duque.